# Pseudochirulus
Pseudochirulus é um gênero de marsupial da família Pseudocheiridae.

## Espécies
- Pseudochirulus canescens (Waterhouse, 1846)
- Pseudochirulus caroli (Thomas, 1921)
- Pseudochirulus cinereus (Tate, 1945)
- Pseudochirulus forbesi (Thomas, 1887)
- Pseudochirulus herbertensis (Collett, 1884)
- Pseudochirulus larvatus (Forster & Rothschild, 1911)
- Pseudochirulus mayeri (Rothschild & Dollman, 1932)
- Pseudochirulus schlegeli (Jentink, 1884)